# ایستگاه راه‌آهن شهر قدس
ایستگاه راه‌آهن شهر قدس در شهر قدس، استان تهران واقع شده‌است. این ایستگاه تحت مالکیت شرکت راه‌آهن جمهوری اسلامی ایران قرار دارد.